# فرد شتورم
فرد شتورم (بالإنجليزية: Fred Sturm)‏ هو عازف جاز وملحن أمريكي، ولد في 21 مارس 1951، وتوفي في 24 أغسطس 2014 في دي بير في الولايات المتحدة.

## وصلات خارجية
- فرد شتورم على موقع ديسكوغز (الإنجليزية)